# کارولین دیره بریوان
کارولین دیره بریوان (انگلیسی: Karoline Dyhre Breivang؛ زادهٔ ۱۰ مهٔ ۱۹۸۰) بازیکن هندبال اهل نروژ بود.